# Global Voyager Assistance
Global Voyager Assistance — международная компания, которая специализируется на оказании услуг медицинского ассистанса, медицинской эвакуации и репатриации, телемедицины. Единственная ассистанс-компания с аларм-центрами на территории постсоветского пространства, входящая в состав International Assistance Group.

## История
Международная компания медицинского ассистанса GVA была основана в 1998 году на Кипре. В дальнейшем деятельность компании была развита и в других странах, включая Россию, Украину и Болгарию. Основная деятельность GVA — медицинская и техническая помощь путешественникам, экспатриантам, морякам и международным организациям по всему миру. На момент открытия компании управленческий персонал GVA обладал многолетним опытом в области медицинского ассистанса. GVA работает как сервисная служба для лидеров страхового рынка стран бывшего СССР по обслуживанию программ страхования путешественников.

## Деятельность
Основными направлениями деятельности компании GVA являются оказание сервисных услуг для страховых компаний, медицинская эвакуация и репатриация, а также морской медицинский ассистанс. Для морской индустрии GVA Maritime является приоритетным поставщиком медицинских услуг, обслуживая крупнейших мировых судовладельцев и P&I клубы и организуя неотложную медицинскую помощь морякам по всему миру. Также GVA оказывает услуги медицинского ассистанса газодобывающим, нефтедобывающим и строительным компаниям.
С 2001 года компания Global Voyager Assistance является постоянным членом International Assistance Group (IAG). Это единственная ассистанс-компания на территории бывшего СССР, входящая в список из более чем 140 ассистансов, объединенных в единую международную сеть IAG.
Ежегодно компания GVA принимает обращения от более чем 3 миллионов застрахованных, успешно закрывает более 40 тысяч кейсов и выполняет более 200 медицинских эвакуаций.

## Медицинский аудит
Также одним из направлений деятельности компании является медицинский аудит — оценка соответствия затрат на лечение в клинике поставленному диагнозу, объему лечения, его процессу и результату.
В 2018 году к специалистам GVA обратилась компания-судовладелец. Компания отправила на срочное лечение в одну из норвежских больниц моряка, пострадавшего от отравления химикатами. Лечение пациента, которое заняло 13 дней и обошлось без хирургического вмешательства, было оценено в 178 тысяч американских долларов. Однако после аудита и переговоров с клиникой, страховщиком и судовладельцем, занявших в общей сложности восемь месяцев, эту сумму удалось сократить практически в три раза — до 64 тысяч долларов.

## Международные спортивные турниры
В 2014 году компания Global Voyager Assistance в статусе ассистанс-партнера International Assistance Group продемонстрировала эффективную работу в рамках Зимних Олимпийских Игр в Сочи. В 2018 году, учитывая 19-летний опыт, слаженную работу аларм-центра, широкую договорную базу и возможность вести случаи на многих языках, компания Global Voyager Assistance стала сертифицированным ассистанс-партнером Чемпионата мира по футболу.